# Диего Фернандес де Овьедо
Диего Фернандес, также известен как Диего Фернандес де Овьедо (исп. Diego Fernández; упоминается в 1020—1046 годах) — астурийский дворянин, член одного из знатных родов Королевства Леон, сын Фернандо Флаинеса (? — ок. 1049) и Эльвиры Пелаэс, дочери графа Пелайо Родригеса. Он был троюродным братом короля Леона Альфонсо VI Храброго, так как у обоих был один и тот же прадед, граф Фернандо Бермудес де Сеа. В раннем возрасте Диего получил титул графа и был отцом Химены Диас, жены Родриго Диаса де Вивар Эль Сида.

## Браки и дети
Первой женой Диего Фернандеса была Эльвира Овекис, дочь графа Овеко Санчеса и графини Эйло, которая родила ему двух дочерей:
- Онекка Майор Диас, жена Гундемаро Ибаньеса
- Ауровита Диас, жена Мунио Годестеиса, а скорее всего, Муньо Густоса[5], упомянутого в Песне о моём Сиде, который был шурином Химены Диас, сражавшимся вместе с Эль Сидом и сопровождавшей Химену во время её вдовства[4][5].

Его второй женой, вероятно, был Кристина, дочь Фернандо Гундемариса и внучка Гундемаро Пиньолиса. Документально подтвержденными потомками этого брака были:
- Родриго Диас, граф Астурии, который, согласно уставу монастыря Сан-Хуан-де-Кориас, мог жениться на Гонтродо, у которого было две дочери, Санча Родригес и Майор Родригес.
- Фернандо Диас, один из самых могущественных магнатов своего времени, который сначала женился на Гото Гонсалес, дочери Гонсало Сальвадореса, а затем на Эндеркине Муньос, дочери графа Мунио Гонсалеса.
- Химена Диас (? — 1116), жена знаменитого Эль Сида.